# Byun Jung-il
Byun Jung-il est un boxeur sud-coréen né le 16 novembre 1968 à Séoul.

## Carrière
Passé professionnel en 1990, il devient champion du monde des poids coqs WBC le 28 mars 1993 après sa victoire aux points contre Victor Rabanales. Jung-il conserve son titre face à Josefino Suarez deux mois plus tard puis est battu par Yasuei Yakushiji le 23 décembre 1993. Il perd également le combat revanche et met un terme à sa carrière de boxeur professionnel à l'issue de ce combat sur un bilan de 10 victoires et 2 défaites.